# Chaîne Quartermain
La chaîne Quartermain est une chaîne de montagnes située dans la chaîne Transantarctique, dans la terre Victoria en Antarctique. Elle culmine au mont Feather à 2 985 mètres d'altitude.

## Sommets principaux
- Mont Feather, 2 985 m
- Mont Crean, 2 700 m
- Tabular Mountain, 2 700 m
- Weast Beacon, 2 420 m
- Knobhead, 2 400 m
- Mont Blackwelder, 2 310 m
- New Mountain, 2 260 m
- Pyramid Mountain, 2 140 m
- Nunatak Monastery, 2 133 m

## Histoire
La chaîne Quartermain est observée depuis la plateforme de glace de Ross par Robert Falcon Scott, chef de l'expédition Discovery, avec Ernest Shackleton et Edward Adrian Wilson, en novembre 1902. Elle est nommée en 1977 en l'honneur de l'historien néo-zélandais spécialisé dans le continent antarctique Lester Bowden Quartermain (1895–1973).